# Jean-Claude Leclercq
Jean-Claude Leclercq es un antiguo ciclista francés, nacido el 22 de julio de 1962 en Abbeville, que fue profesional de 1984 a 1993. Descubierto por Jean de Gribaldy, se convirtió en campeón de Francia en ruta en 1985. En 1987, ganó la Flecha Valona, una de las clásicas más prestigiosas.

## Resultados
1984
- 1 etapa del Tour de Limousin

1985
- Campeonato de Francia en Ruta
- 1 etapa del Trofeo Joaquim Agostinho

1986
- 1 etapa de la Vuelta a Suiza
- 2.º en el Campeonato de Francia en Ruta

1987
- Flecha Valona

1988
- 1 etapa de la Vuelta a Suiza

1990
- 2 etapas de la Tirreno-Adriático

1991
- 1 etapa de la Vuelta a Suiza
- 1 etapa del Critérium Internacional
- 1 etapa del Tour de Romandía

1992
- 1 etapa de la Dauphiné Libéré

## Resultados en las grandes vueltas

### Tour de Francia
- 1986 : 56.º
- 1987 : 50.º
- 1988 : 58.º
- 1989 : 68.º
- 1990 : 139.º
- 1992 : abandono

### Giro de Italia
- 1993 : abandono